# Mercedes (Uruguay)

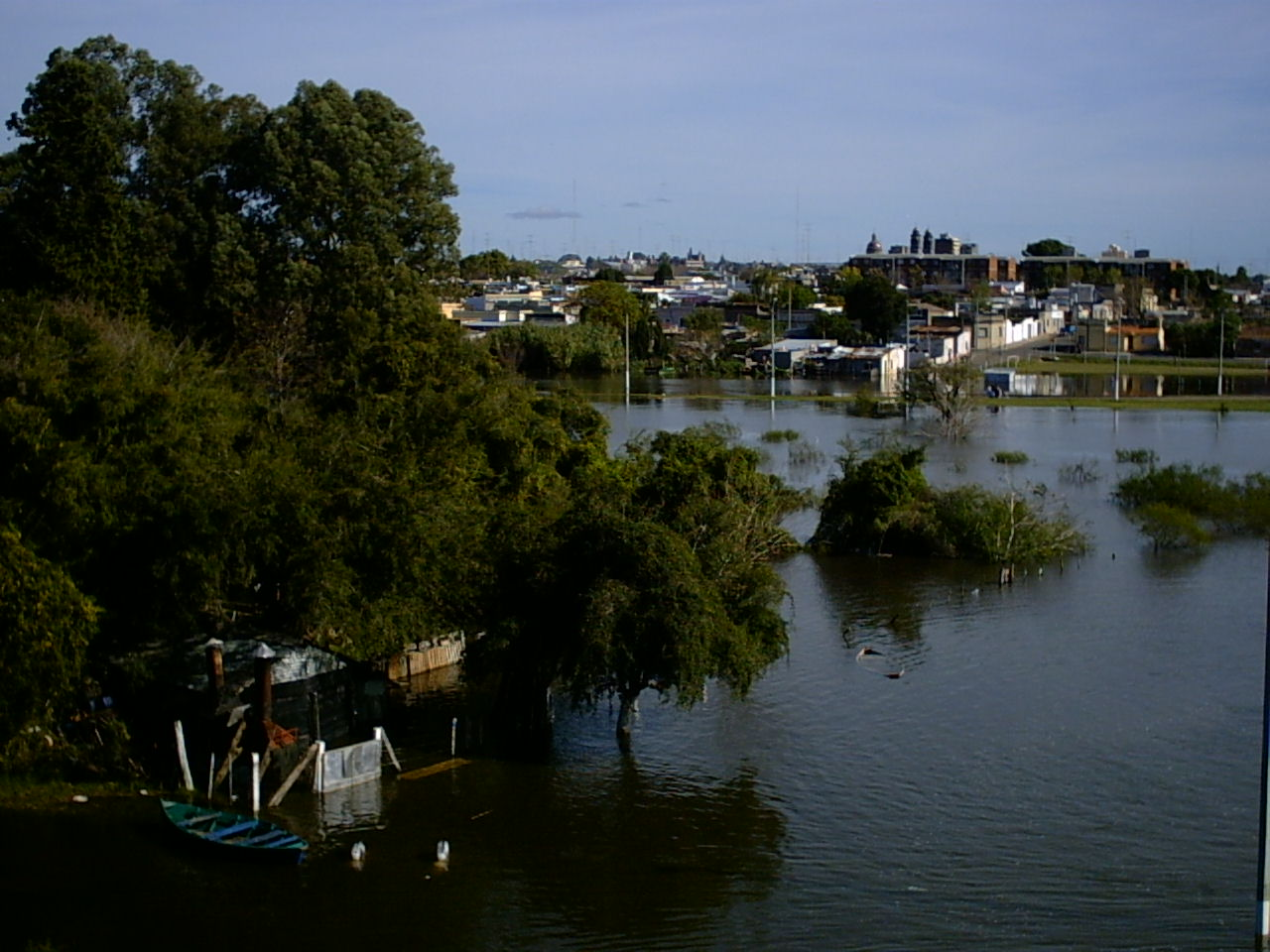
Vista parcial de la ciudad inundada.

Mercedes es una ciudad uruguaya, capital del departamento de Soriano. Cuenta con una población de más de 50.000 habitantes.

## Ubicación
La ciudad se encuentra localizada al norte del departamento de Soriano, sobre la margen izquierda del Río Negro, y en el cruce de las rutas nacionales 2, 21 y 14.

## Historia
Fue fundada en 1788 por el Presbítero Manuel Antonio de Castro y Careaga con el nombre de Capilla Nueva de las Mercedes.
Durante las Invasiones inglesas el prócer rioplatense Manuel Belgrano se refugió de los invasores en esta localidad oriental.
Fue en las cercanías de esta ciudad donde -bajo la conducción de Pedro Viera y Venancio Benavidez- se realizó el llamado Grito de Asencio, suceso que dio lugar a la revolución oriental. Luego, el caudillo y jefe militar Artigas estableció allí su cuartel general en el actual colegio Nuestra Señora Del Huerto, y frente a allí, en la actual Plaza Independencia, emitió su vibrante Proclama de Mercedes el 11 de abril de 1811.
Fue declarada ciudad y capital del departamento de Soriano el 6 de julio de 1857, siendo precedida por Villa Soriano.
En 1857 también comenzó a funcionar el primer teatro de la ciudad y circuló el primer periódico del departamento y de todo el interior de Uruguay, que fue realizado por los hermanos De María y de la Sociedad La Constancia.
Durante las revoluciones de 1863 a 1865 y de 1870 a 1872, la ciudad sufrió sucesivas ocupaciones. Finalmente luego de la década de 1870, la paz llegó a la ciudad, lo que motivó su crecimiento. Para el año 1890 habían arribado a la zona una importante corriente inmigratoria, en su mayoría de origen italiano y que se dedicaron al comercio y a las chacras principalmente. Estos inmigrantes se agruparon en el actual barrio Italia Chico en torno a la Sociedad Italiana.
El puerto de Mercedes que había sido construido en 1867 por Máximo Pérez permitía la llegada de un importante número de barcos de carga, sobre todo provenientes de Buenos Aires, desde donde llegaban los productos comerciales, así como el turismo que era atraído por la fama del saludable río Negro.
En 1868 la ciudad sufrió una epidemia de cólera, la que redujo una cuarta parte de su población, a esta le siguió en 1884 la epidemia de viruela. Para esos años, la ciudad contaba con cuatro saladeros, abundaban las talabarterías, existían cuatro fábricas de cerveza, varios aserraderos, astilleros, fábricas de velas y jabones, hojalaterías y algunas platerías y herrerías. Este considerable número de industrias era favorecido por la lejanía de Mercedes respecto de Montevideo.
La crisis de 1890 repercutió también en Mercedes y todo el departamento de Soriano, momento en que la moneda se desvalorizó en un 60%, existía retraso en el pago de los salarios, el campo sufrió la pérdida de un importante número de ovinos y se paralizó prácticamente de toda la industria. Sin embargo el comienzo del siglo XX, trajo a la ciudad importantes evoluciones. Entre ellas la llegada del telégrafo, la luz eléctrica y el cine. El 15 de diciembre de 1901 llegó el ferrocarril que la unía con Montevideo. Posteriormente se construyó la ancha rambla sobre el río Negro, y finalmente la iglesia levantó sus dos torres. Por esa época dejaron de funcionar muchas de las industrias artesanales que habían proliferado en la segunda mitad del siglo anterior y comenzaron a surgir a partir de 1940 algunas empresas como la fábrica de papel Pamer, una fideería, una usina de pasteurización de leche y producción de productos lácteos, algunos molinos, ladrilleras, aserraderos, fundiciones, fábricas de productos porcinos y un importante ingenio remolachero, lo que trajo empleo para un importante número de chacreros y de obreros. Desde 1930, con la construcción de la ruta 2, y el comienzo del transporte de pasajeros por ómnibus, se fortaleció el vínculo con la ciudad de Montevideo.
En 1959 comenzaron las obras del puente carretero-ferroviario sobre el Río Negro (hasta entonces el cruce del río se hacía mediante una balsa). El puente fue inaugurado el 3 de noviembre de 1963 aunque la vía férrea que conecta Mercedes con Fray Bentos fue colocada a finales de la década de 1970.
Hoy día, todos esos hechos históricos son recordados a través del emblemático "Gaucho de Asencio", un significativo monumento realizado por el escultor uruguayo José Luis Zorrilla de San Martín, y ubicado en su actual localización en 1942 y declarado Patrimonio Histórico Nacional en 1976.
Entre el 31 de marzo de 1977 y el 20 de abril de 1979 se llevó a cabo a construcción y posterior inauguración del tramo ferroviario Mercedes-Ombucito, una estratégica conexión que permitió reducir en más de 200 km las distancias ferroviarias entre Montevideo y Fray Bentos. Dicha estructura continua en pie y en buenas condicionantes pese a que no transita un tren de pasajeros desde 1985 ni uno de cargas desde 1998.

## Población
Según el censo del año 2011 la ciudad de Mercedes contaba con una población de 41 975 habitantes.
| 15 667        | 31 325 | 24 518 | 36 701 | 39 320 | 42 032 | 41 975 |
| (Fuente: INE) |        |        |        |        |        |        |

## Economía
Mayor productor de soja del país.

## Lugares de interés

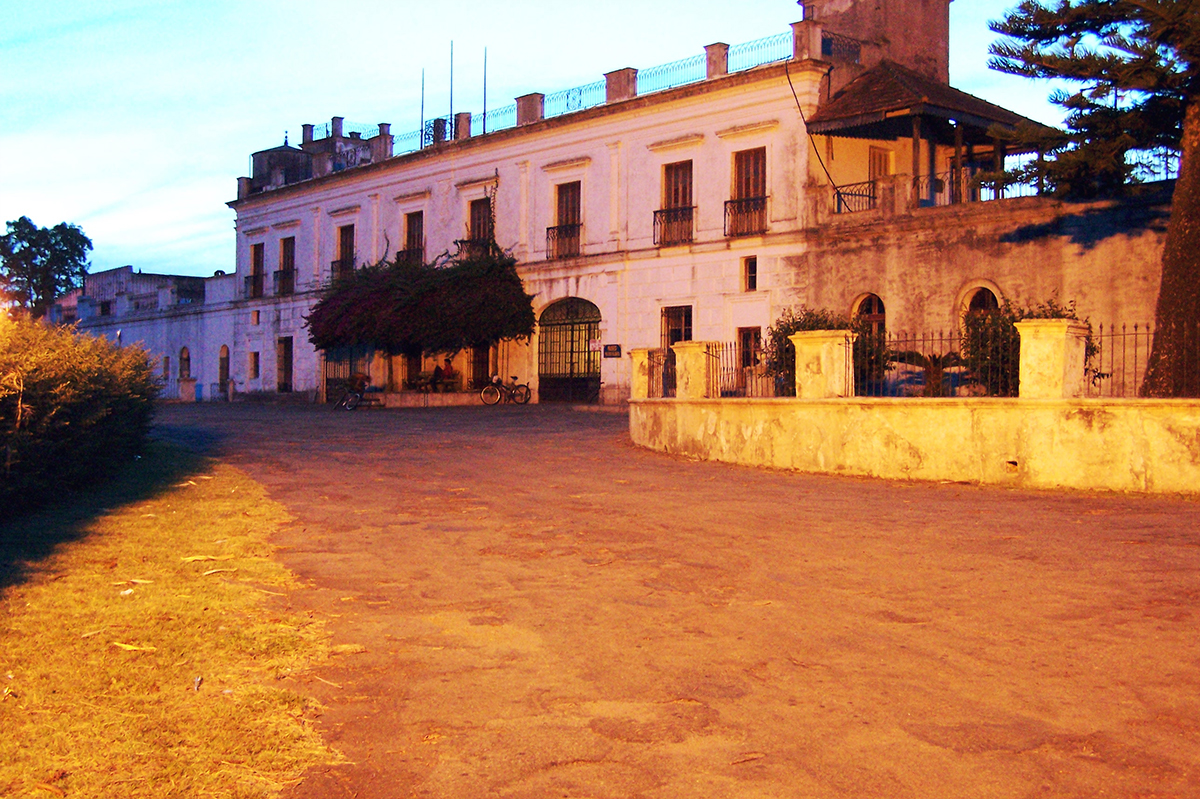
Casco de Estancia del Barón de Mauá

### Castillo Mauá
Es uno de los principales vestigios que se conservan de la actividad empresarial del Barón y Vizconde de Mauá en Uruguay. Se trata del casco de estancia de las extensas propiedades que el empresario adquirió en el departamento de Soriano entre 1857 y 1859, como respaldo financiero al Banco Mauá, que inauguró en esa misma época en Montevideo. El edificio se encuentra ubicado al oeste de la ciudad de Mercedes, a pocos metros del río Negro. El edificio tiene la clásica estructura en herradura, característica del medio rural, y se levanta alrededor de un gran patio rectangular. Este edificio alberga el Museo Paleontológico Alejandro Berro.

### Catedral Nuestra Señora de las Mercedes
Obra del arquitecto suizo Antonio Petrochi, inaugurada en 1867 alberga la imagen de Nuestra Señora de las Mercedes, patrona de la ciudad.

### El río Negro y su rambla
Esta ciudad cuenta con un gran atractivo turístico para los amantes de la navegación, con más de 10 muelles ubicados en puntos estratégicos de la costa de Mercedes; visitantes de Argentina y Brasil conocen anualmente la "coqueta del Hum"
En la Isla del puerto, que se encuentra unida por una pasarela a la ciudad se ubica el camping «del Hum», perteneciente a la intendencia de Soriano, el cual cuenta con varios servicios y comodidades. La pasarela lleva el nombre de Puente Confraternidad Uruguay-Argentina.
Uno de sus principales atractivos es la rambla costanera con hermosos espacios verdes, la cual es muy concurrida por la población local. Su origen data de 1912, se caracteriza por estar enjardinada en un estilo francés, en ella se pueden encontrar varias especies vegetales: moreras, araucarias, pinos, ceibos, ibirapitas, laureles, rosales y palmeras. Posee además una amplia variedad de esculturas, estatuas, bustos y estelas que la ornamentan.
Sobre la costa del río está ubicado también el Club Remeros de Mercedes, tradicional institución, que organiza regatas en el río Negro, también se encuentra a metros del puente el histórico club de pesca «El Ayuí», conocido por sus vistas al río y zonas de pícnic y comidas.

### Pinacoteca Eusebio Giménez
Se encuentra ubicada en la segunda planta de lo que se conoce como Biblioteca Municipal; en ella se encuentran obras de autores nacionales como Pedro Figari, José Cuneo, Carlos Federico Sáez, además de impresionistas europeos, y hasta pinturas del siglo XII.

### Otros atractivos
La zona céntrica mercedaria está destinada a la actividad comercial con establecimientos históricos. Resultan de interés el antiguo edificio de la Sociedad Italiana; la Casa Municipal de Cultura (antiguo Orfeón Español); Casapuerta (el principal centro de artesanías de la región) y las ruinas de la Calera Real (restos de edificaciones del siglo XVIII).
En 2010 se finalizó la construcción del complejo polideportivo de la ciudad de Mercedes, se trata de una pista que es utilizada en competencias por varias categorías de carreras. El mismo se encuentra ubicado 3 km al oeste de la ciudad.

## Transporte

### Servicio de buses
La ciudad se conecta con varias ciudades vecinas y con Montevideo a través de servicios regulares de buses. Estos parten y arriban a la terminal de ómnibus ubicada en la zona sur de la ciudad, frente a la Plaza Artigas.
Mercedes Terminal Shopping, ubicado en el centro geográfico de la ciudad este edificio fue anteriormente sede del Batallón de Infantería N.º 5 Grito de Asencio, frente a la terminal encontramos  la Plaza Artigas, la cual era conocida como La Plaza Nueva.

### Carreteras

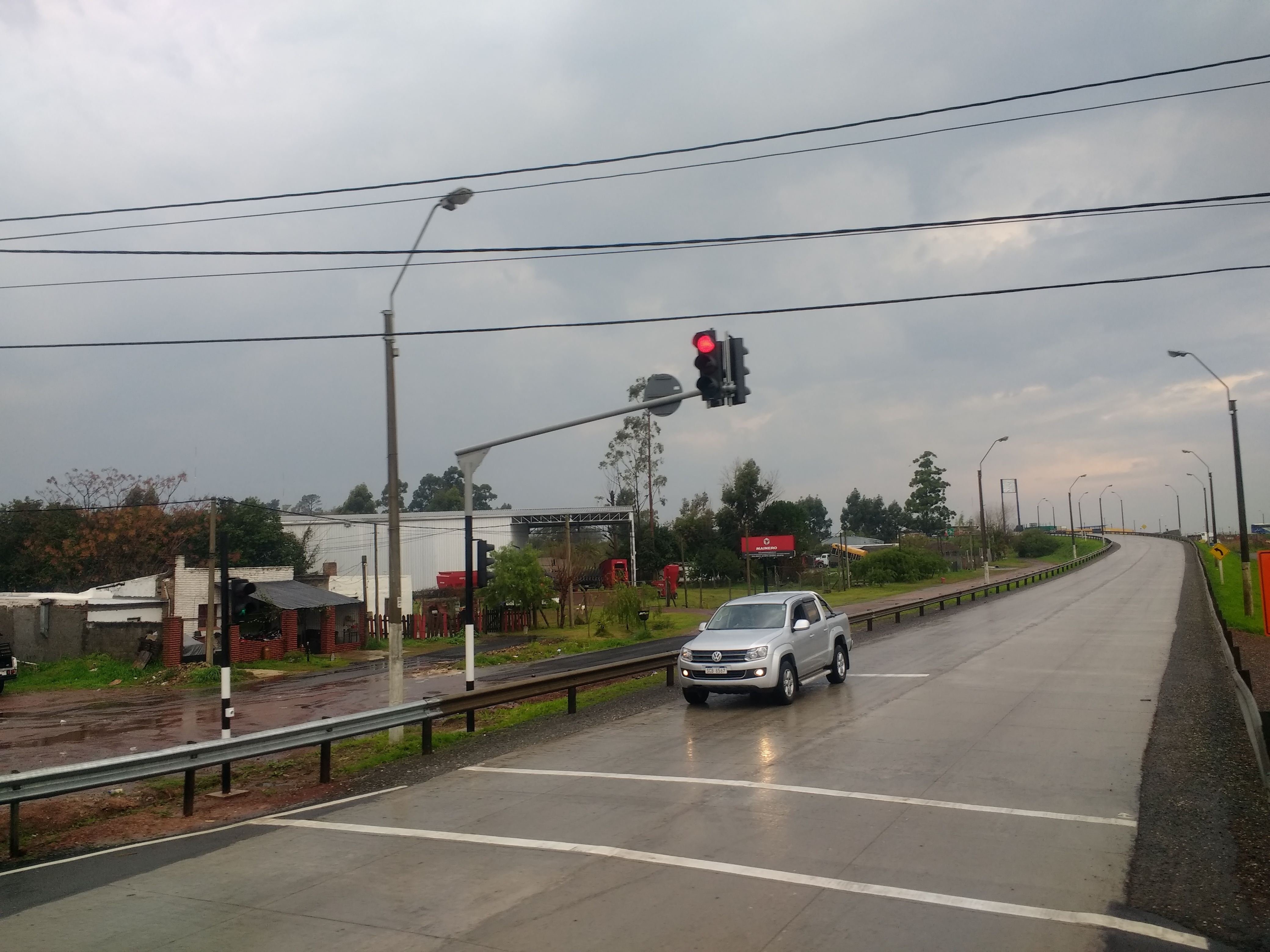
Ruta 2 en Mercedes

La ciudad se encuentra comunicada a través de cuatro rutas nacionales:
- Ruta 2: la comunica con las ciudades de Fray Bentos, Cardona y Rosario y conecta con la ruta 1 a Montevideo.
- Ruta 14: la conecta con las ciudades de Trinidad y Durazno.
- Ruta 21: la conecta con las ciudades de Dolores, Nueva Palmira, Carmelo y Colonia.
- Ruta 95: empalma 3 km al sur de la ciudad con la ruta 21 y tiene como destino la localidad de Villa Soriano.

### Aeropuerto
Mercedes cuenta con un aeropuerto, el Aeropuerto Ricardo Detomasi.

## Cultura
Mercedes posee una rica tradición cultural, fuertemente impulsada por los vínculos que tuvo con la ciudad de Buenos Aires a través del río Negro. Entre sus muchos artistas plásticos, sobresalen Carlos Federico Sáez y Pedro Blanes Viale, pudiéndose apreciar alguna de sus obras en la Pinacoteca Eusebio Giménez.
Desde el año 2007 se lleva a cabo anualmente el festival "Jazz a la Calle", dándose cita músicos tanto de Uruguay como de Argentina, Brasil, Cuba y Estados Unidos; lo cual ha generado una amplia repercusión cultural a la región.

## Clima
La ciudad de Mercedes al igual que el resto del país, goza de un clima subtropical húmedo (Cfa, según la clasificación climática de Köppen), con una temperatura media anual de 17.8 °C.
| Parámetros climáticos promedio de Mercedes (normales 1991-2020) | Parámetros climáticos promedio de Mercedes (normales 1991-2020) | Parámetros climáticos promedio de Mercedes (normales 1991-2020) | Parámetros climáticos promedio de Mercedes (normales 1991-2020) | Parámetros climáticos promedio de Mercedes (normales 1991-2020) | Parámetros climáticos promedio de Mercedes (normales 1991-2020) | Parámetros climáticos promedio de Mercedes (normales 1991-2020) | Parámetros climáticos promedio de Mercedes (normales 1991-2020) | Parámetros climáticos promedio de Mercedes (normales 1991-2020) | Parámetros climáticos promedio de Mercedes (normales 1991-2020) | Parámetros climáticos promedio de Mercedes (normales 1991-2020) | Parámetros climáticos promedio de Mercedes (normales 1991-2020) | Parámetros climáticos promedio de Mercedes (normales 1991-2020) | Parámetros climáticos promedio de Mercedes (normales 1991-2020) |
| Mes                                                             | Ene.                                                            | Feb.                                                            | Mar.                                                            | Abr.                                                            | May.                                                            | Jun.                                                            | Jul.                                                            | Ago.                                                            | Sep.                                                            | Oct.                                                            | Nov.                                                            | Dic.                                                            | Anual                                                           |
| --------------------------------------------------------------- | --------------------------------------------------------------- | --------------------------------------------------------------- | --------------------------------------------------------------- | --------------------------------------------------------------- | --------------------------------------------------------------- | --------------------------------------------------------------- | --------------------------------------------------------------- | --------------------------------------------------------------- | --------------------------------------------------------------- | --------------------------------------------------------------- | --------------------------------------------------------------- | --------------------------------------------------------------- | --------------------------------------------------------------- |
| Temp. máx. media (°C)                                           | 31.5                                                            | 29.8                                                            | 28.0                                                            | 24.2                                                            | 20.3                                                            | 17.3                                                            | 16.6                                                            | 19.1                                                            | 20.8                                                            | 23.8                                                            | 27.4                                                            | 30.0                                                            | 24.1                                                            |
| Temp. media (°C)                                                | 24.7                                                            | 23.5                                                            | 21.7                                                            | 18.0                                                            | 14.5                                                            | 11.8                                                            | 10.9                                                            | 12.8                                                            | 14.5                                                            | 17.5                                                            | 20.6                                                            | 23.1                                                            | 17.8                                                            |
| Temp. mín. media (°C)                                           | 17.9                                                            | 17.2                                                            | 15.3                                                            | 11.7                                                            | 8.7                                                             | 6.1                                                             | 5.3                                                             | 6.5                                                             | 8.2                                                             | 11.2                                                            | 13.7                                                            | 16.2                                                            | 11.5                                                            |
| Precipitación total (mm)                                        | 133                                                             | 124                                                             | 134                                                             | 117                                                             | 79                                                              | 68                                                              | 61                                                              | 71                                                              | 79                                                              | 121                                                             | 97                                                              | 132                                                             | 1214.4                                                          |
| Días de precipitaciones (≥ 1mm)                                 | 6                                                               | 7                                                               | 6                                                               | 7                                                               | 5                                                               | 5                                                               | 5                                                               | 5                                                               | 5                                                               | 8                                                               | 6                                                               | 7                                                               | 72                                                              |
| Fuente: Instituto Uruguayo de Meteorología                      |                                                                 |                                                                 |                                                                 |                                                                 |                                                                 |                                                                 |                                                                 |                                                                 |                                                                 |                                                                 |                                                                 |                                                                 |                                                                 |